# Last Breath
"Last Breath" är en låt av den svenska artisten och Melodifestivalen 2018-finalisten Liam Cacatian Thomassen
Liam Cacatian Thomassen, även känd som LIAMOO, deltog med "Last Breath" i Melodifestivalen 2018 och hamnade på sjätte plats i Friends Arena i Stockholm den 10 mars 2018.